# Myrmeleotettix angustiseptus
Myrmeleotettix angustiseptus är en insektsart som beskrevs av Liu, Jupeng 1982. Myrmeleotettix angustiseptus ingår i släktet Myrmeleotettix och familjen gräshoppor. Inga underarter finns listade i Catalogue of Life.